# صمد مجتهدی
صمد مجتهدی سیاست‌مدار ایرانی بود، که در دوره بیست و چهارم مجلس شورای ملی بعنوان نماینده چاراویماق از استان آذربایجان شرقی در مجلس شورای ملی حضور داشت.